# Amoreira (Óbidos)
Amoreira es una freguesia portuguesa del municipio de Óbidos, con 19,39 km² de superficie. Su densidad de población es de 50,8 hab/km².